# Holomorfna funkcija
Holomórfna fúnkcija je v kompleksni analizi funkcija {\displaystyle f:U\rightarrow \mathbb {C} } definirana na odprti podmnožici kompleksne ravnine {\displaystyle U\subset \mathbb {C} }, ki je odvedljiva v kompleksnem v vsaki točki. Pogoj za odvedljivost v kompleksnem je veliko močnejši od odvedljivosti v realnem in pomeni, da je funkcija neskončno mnogokrat odvedljiva, in jo lahko opišemo z njeno Taylorjevo vrsto. Holomorfne funkcije so izrednega pomena v kompleksni analizi. Izraz analitična funkcija se velikokrat enakovredno rabi skupaj s »holomorfno funkcijo«, čeprav se prvi izraz uporablja tudi v širšem smislu funkcije (realne, kompleksne ali splošnejšega tipa), ki je v okolici vsake točke svoje domene enaka svoji Taylorjevi vrsti. Analitična funkcija ni nujno opredeljena v množici kompleksnih števil. Dejstvo, da razred analitičnih funkcij sovpada z razredom holomorfnih funkcij, podaja eden od glavnih netrivialnih izrekov v kompleksni analizi. Holomorfne funkcije se včasih imenujejo regularne funkcije. Funkcija, ki je holomorfna na celi kompleksni ravnini, se imenuje cela funkcija. Izraz »holomorfen v točki a« ne pomeni le odvedljiv v a, ampak odvedljiv povsod znotraj kakšnega odprtega diska s središčem v a na kompleksni ravnini.
Izraz »holomorfen« sta uvedla dva Cauchyjeva študenta, Briot (1817–1882) in Bouquet (1819–1895). Izhaja iz grških besed őλoς: holos, 'cel' in μoρφń: morfé, 'oblika' ali 'videz'.
Danes matematiki raje rabijo izraz »holomorfna funkcija« za »analitično funkcijo«, ki je splošnejši pojem. To je tudi zaradi tega ker je po pomembnem spoznanju kompleksne analize vsaka holomorfna funkcija kompleksno analitična, dejstvo, ki iz definicije ne sledi neposredno. Vendar se tudi izraz »analitičen« na široko uporablja.